# E446

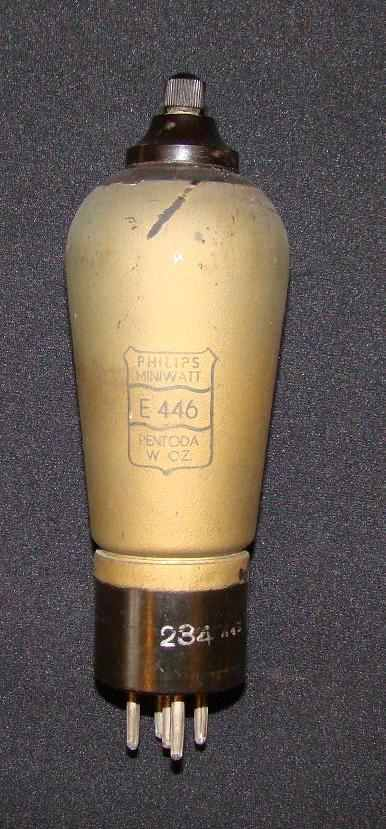
Pentoda E446 produkowana w polskich zakładach Philipsa

E446 – pentoda wielkiej częstotliwości o cokole 5-nóżkowym, produkowana od  1933 roku w zakładach firmy Philips - także  w  oddziale w Polsce. Stosowana była  powszechnie w odbiornikach radiowych Philipsa, a także takich krajowych  producentów jak np.  Elektrit, Natawis, PZT. Lampa ta miała swoje odpowiedniki innych producentów, np.  Telefunken -  RENS1284, Tungsram - HP4101.

## Dane techniczne
Żarzenie: 
- napięcie żarzenia  4 V
- prąd żarzenia   1,1 A

| Parametr                        | Wartość  |
| ------------------------------- | -------- |
| napięcie anodowe                | 200 V    |
| prąd anodowy                    | 3 mA     |
| nachylenie charakterystyki (Sa) | 3,5 mA/V |
| napięcie siatki pierwszej       | -2 V     |
| napięcie siatki drugiej         | 100 V    |

| Parametr                        | Wartość |
| ------------------------------- | ------- |
| napięcie anodowe                | 400 V   |
| moc tracona na anodzie          | 1 W     |
| prąd katodowy                   | 10 mA   |
| napięcie siatki drugiej         | 400 V   |
| napięcie włókno żarzenia/katoda | 50 V    |